# 奧斯曼加齊大橋
奥斯曼加齊大橋（土耳其語：Osman Gazi Köprüsü）是一座橫越伊茲密特灣的悬索桥，橋梁將灣岸北部的城市蓋布澤與南部的亚洛瓦省連接起來，為O-5公路建設的一環，2016年7月1日其落成後，它的總長度超過穆罕默德二世大橋成為當時土耳其最長的跨海大橋，同時也是全球橋梁跨度名列前茅的懸索橋之一。
2022年3月18日，位於達達尼爾海峽的1915恰纳卡莱大桥開通後，其長度超越了奥斯曼加齊大橋，成為現今世界上最長的懸索橋。

## 工程計劃
奧斯曼加齊大橋的建造和後續營運以BOT模式招標的方式進行，2009年4月橋樑的興建案由五家土耳其公司與一間意大利建築公司所共同組成的合資企業（NOMAYG JV）得標。2010年，該公司與土耳其政府簽訂了一份合約，預計耗資110億土耳其里拉興建從蓋布澤到布尔萨路段的高速公路。
2013年3月30日，土耳其總理雷杰普·塔伊普·埃尔多安為這座大橋奠下基石。
在橫跨伊茲密特灣的橋樑於2016年完工後，伊斯坦堡和伊兹密尔之間的交通距離縮短了大約140公里。長達420公里的O-5公路與跨海大橋將兩座大都市間的通車時間從六個半小時縮減到僅剩三個半小時。

## 承包公司
2011年7月16日，價值10億美元的NOMAYG JV合資企業被轉賣給日本的IHI公司，IHI同時也是興建穆罕默德二世大橋的承包商之一。IHI此後將設計工作外包給丹麥工程設計公司COWI A/S負責，後者與迪辛-威特靈公司合作進行大橋的美學設計。
NOMAYG JV於2013年1月1日向IHI遞交報告，預估橋梁的工程共需花費為期37個月的時間，橋身設計的主要尺寸為：
- 主跨長度：1,550米
- 側跨長度：566米
- 間隙：64米
- 塔高：252.0米
- 塔尺寸（底部）：8米×7米
- 甲板尺寸：35.93米×4.75米

用於修建橋樑的34,000噸鋼材來自羅馬尼亞的加拉茨鋼鐵廠。
這座大橋是目前世界上主跨長度第七長的懸索橋 。

## 施工意外

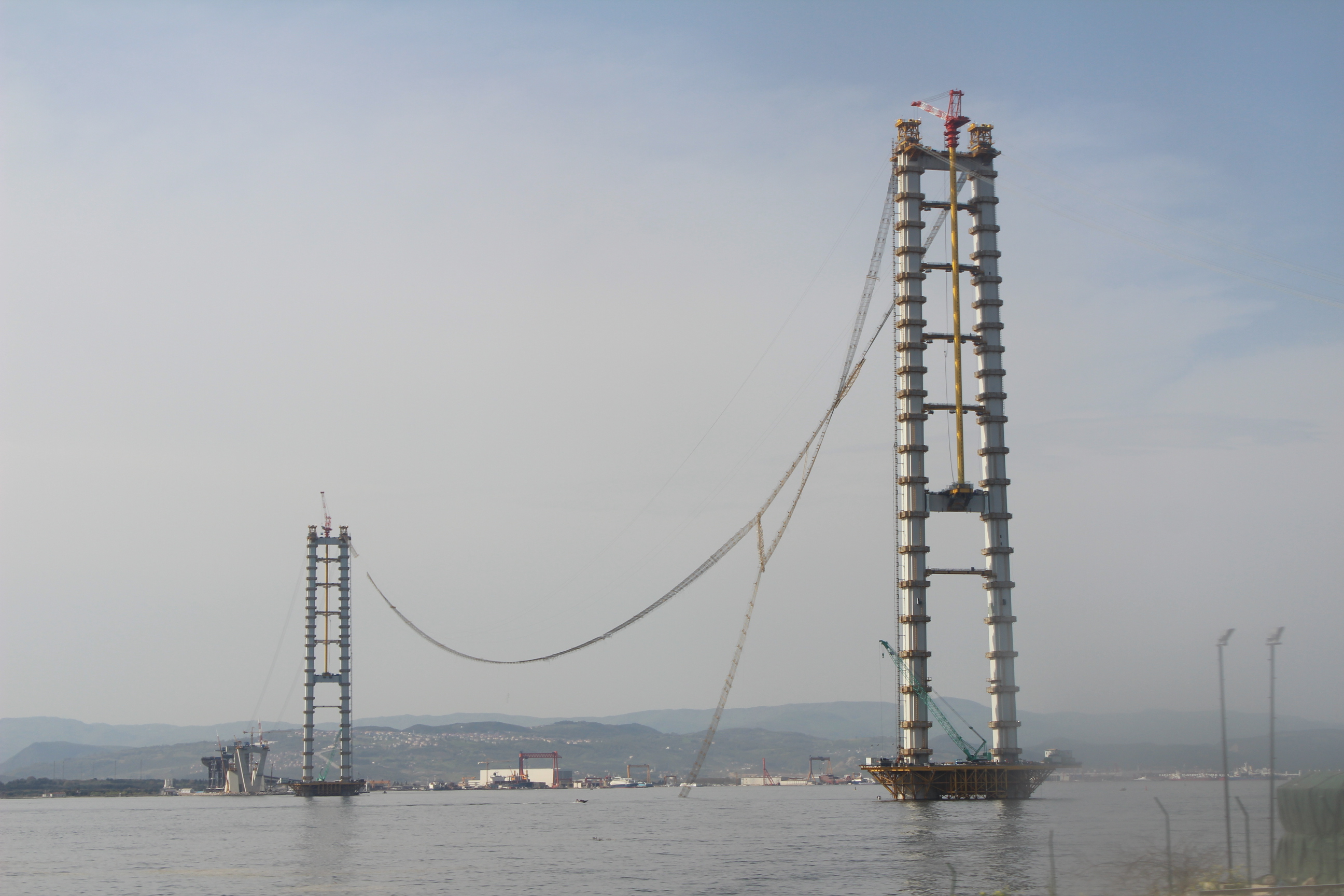
事故發生後的橋樑

在2015年3月21日的橋樑施工期間，大橋南塔上原先拴住鋼纜的螺栓意外脫落，導致一條狹小的步行通道脫離塔架落入海中，通道原為2015年2月時加設的裝置，以方便工人們往來海灣兩側的工地施工。事故並未造成有關人員的傷亡，但隨後的處理工作卻因持續吹拂的強風而被迫中斷。出於安全上的考量，航行於伊茲密特灣上的船隻因事故而被暫時禁止通行，直至3月23日早晨鋼纜成功收回後海上的交通才再度開放。
IHI公司負責現場施工的51歲日本工程師岸龍一在事故發生後自殺。他被人發現死在阿爾特諾瓦住宿地點附近一處墓地的入口。他留下了一張紙條，上面寫著「......這次失誤結束了我的人生與職業生涯，這項工程不僅是我，也是我國的驕傲，沒有其他人需要對這次的失敗負起責任」。

## 通行費用
至2017年1月1日為止，過橋的費用為：
| 車種                  | 收費 ₺（里拉） | 收費 $（美元） |
| --------------------- | -------------- | -------------- |
| 二軸車，軸距小於3.2米 | 65.65          | ~17.76         |
| 二軸車，軸距大於3.2米 | 105.05         | ~28.40         |
| 三軸車                | 124.70         | ~33.73         |
| 四或五軸車            | 165.40         | ~44.75         |
| 六軸以上的車輛        | 208.75         | ~56.47         |
| 摩托車                | 45.95          | ~12.45         |

## 流行文化
出身土耳其的第五屆世界超級錦標賽冠軍坎南·梭弗奧盧於2016年6月30日凌晨在橋樑正式開放前向大眾展示了摩托車的飆風測試，他騎乘川崎忍者H2以時速400公里/小時的高速，在26秒內完成1.5公里的路程。

## 圖集

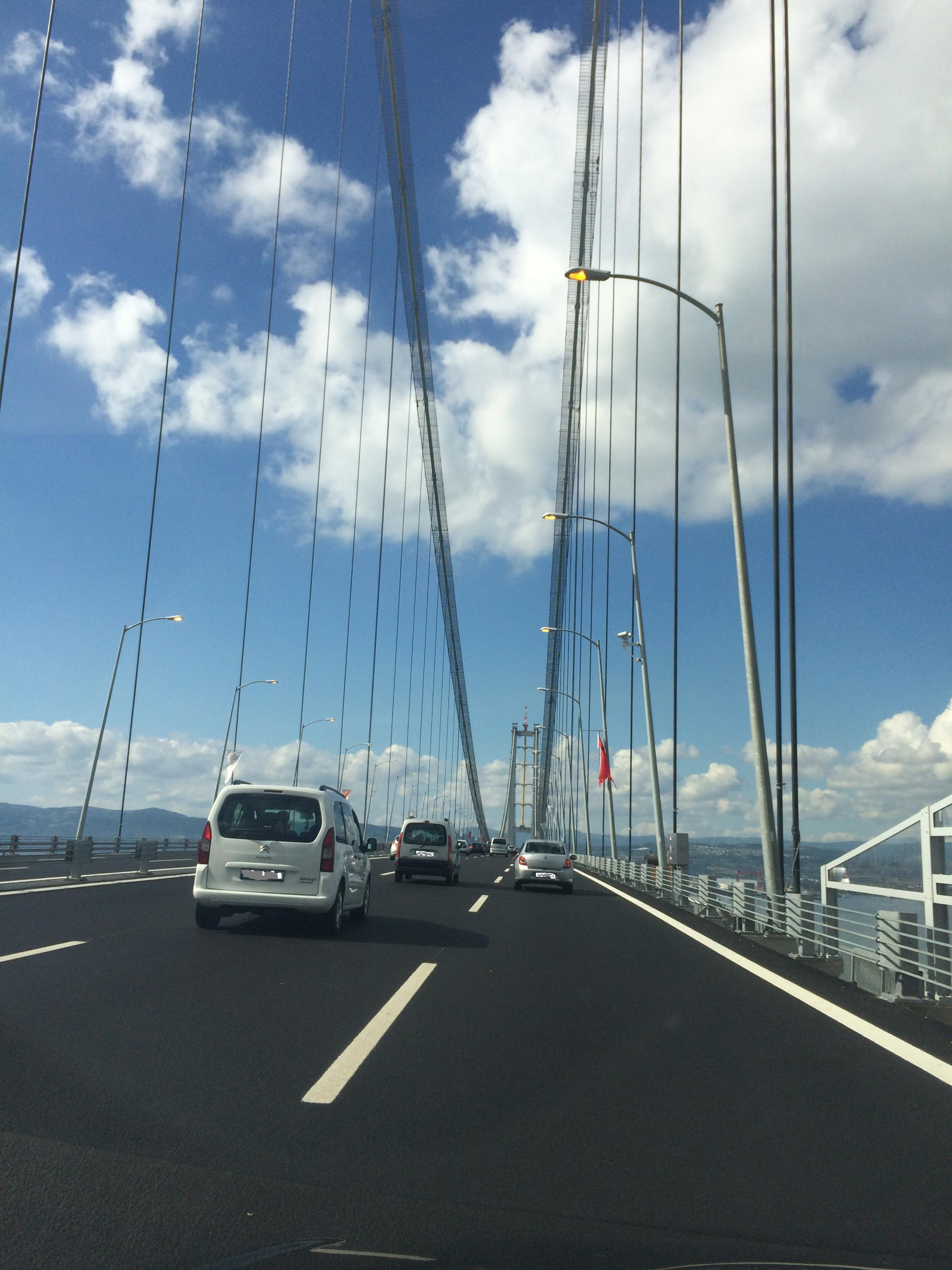
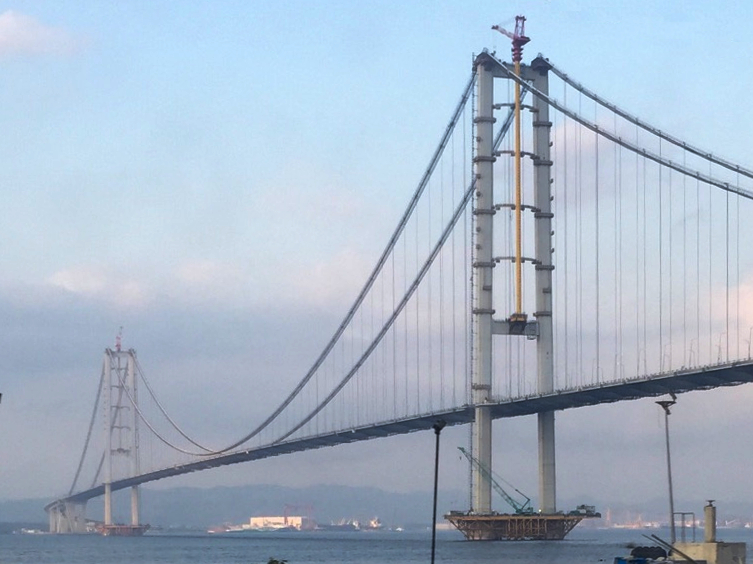
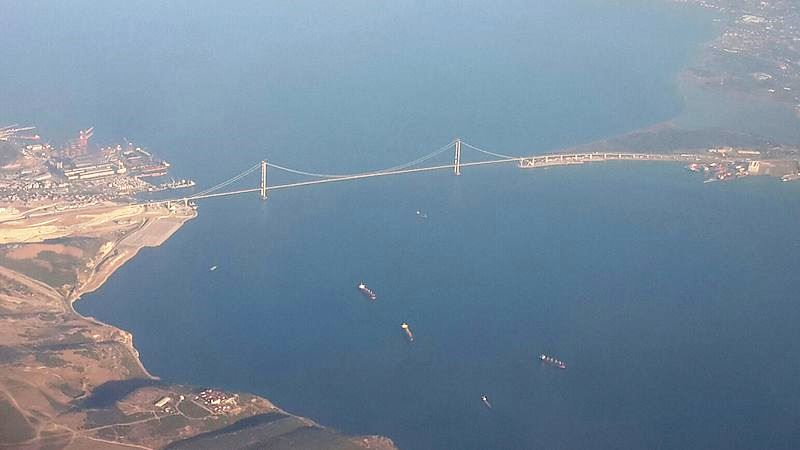
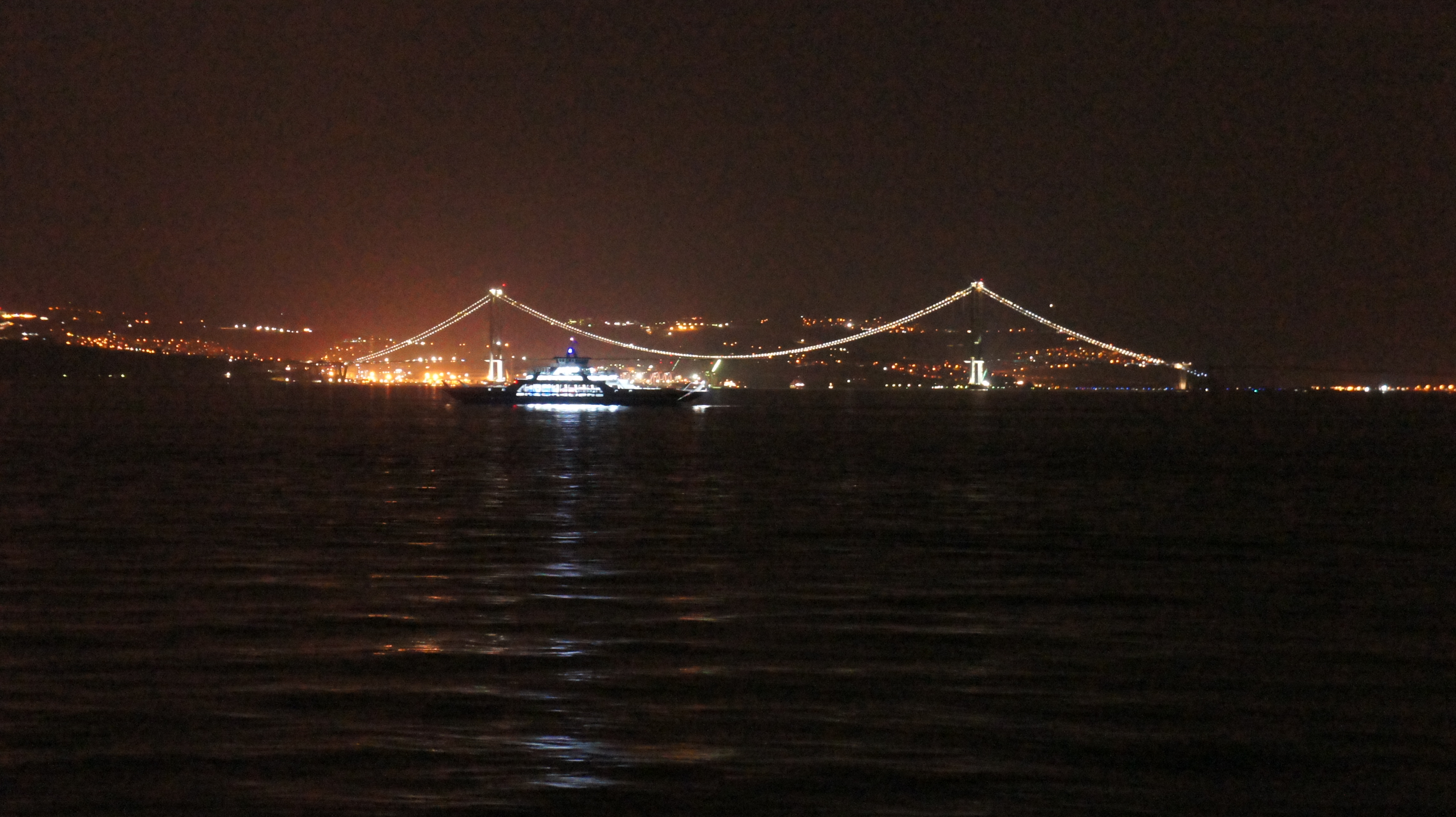
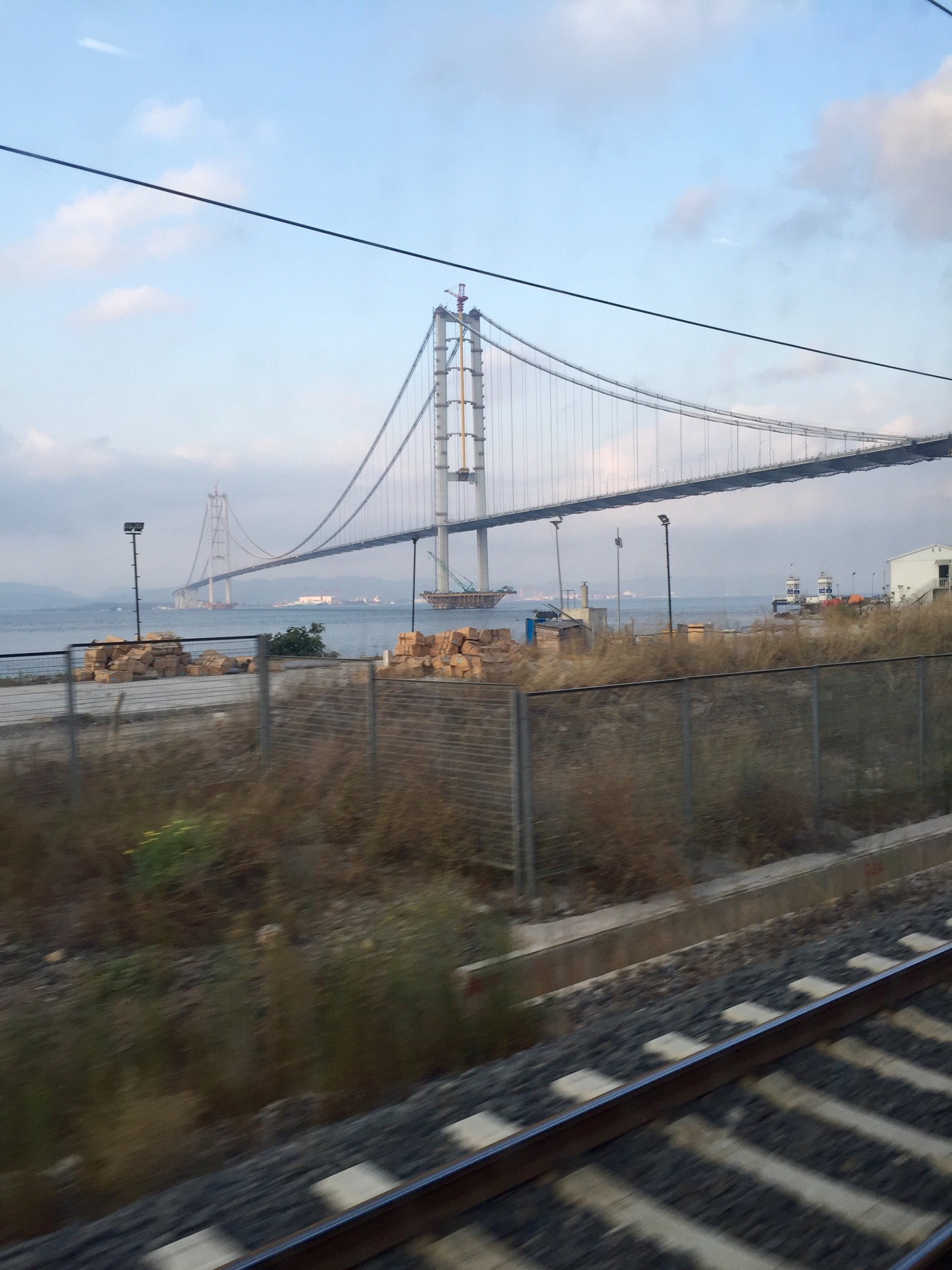

## 外部連結
- Structurae数据库中Izmit Bay Bridge的数据